# لا لیگا ۱۹–۲۰۱۸
لا لیگا ۱۹–۲۰۱۸ که همچنین به‌دلیل اسپانسر این تورنمنت با نام لالیگا سانتاندر شناخته می‌شود، هشتاد و هشتُمین لیگ فوتبال سطح برتر برگزار شده در کشور اسپانیا است که در میان ۲۰ تیم برگزار می‌شود. این مسابقات از تاریخ ۱۷ اوت ۲۰۱۸ آغاز شد و در تاریخ ۱۹ مه ۲۰۱۹ به پایان رسید. بارسلونا به‌عنوان مدافع عنوان قهرمانی دوره قبل، برای دومین فصل پیاپی به قهرمانی رسید. تیم های اوئسکا، رایو وایکانو و رئال وایادولید از دستهٔ پایین‌تر به این لیگ صعود کرده‌بودند. در این فصل برای اولین بار در تاریخ این مسابقات، از کمک داور ویدئویی استفاده شد.

## نحوه برگزاری تورنمنت (پیش از فصل)
در مجموع ۲۰ تیم در لیگ به رقابت می‌پردازند، که شامل ۱۷ تیم از فصل قبلی یعنی لا لیگا ۱۸–۲۰۱۷ و سه تیم از سگوندا دیویسیون ۱۸–۲۰۱۷ می‌شوند. این سه تیم نیز خود شامل دو تیم برتر و یک تیم که به صورت پلی-آف انتخاب خواهد شد می‌باشند.
اوئسکا نخستین تیمی بود که در تاریخ ۲۱ مه ۲۰۱۸ بعد از پیروزی ۲ بر ۰ مقابل لوگو، توانست از سگوندا دیویسیون به این لیگ صعود کند، تیم های رایو وایکانو و رئال وایادولید نیز توانستند با قرار گرفتن بالا تر از تیم های اسپورتینگ خیخون و نومانسیا به این لیگ صعود کنند.
سه تیم دپورتیوو لاکرونیا، لاس پالماس و مالاگا نیز که در فصل قبلی لیگ در پایین‌ترین رتبه های جدول بودند، دیگر در این فصل در لا لیگا حضور نخواهند داشت.

## جدول لیگ
| رتبه | تیم            | بازی | برد | مساوی | باخت | گل زده | گل خورده | گل تفاضل | امتیاز | صعود یا سقوط                                   |
| ---- | -------------- | ---- | --- | ----- | ---- | ------ | -------- | -------- | ------ | ---------------------------------------------- |
| ۱    | بارسلونا       | ۳۸   | ۲۶  | ۹     | ۳    | ۹۰     | ۳۶       | ۵۴+      | ۸۷     | واجد شرایط برای مرحله گروهی لیگ قهرمانان اروپا |
| ۲    | اتلتیکو مادرید | ۳۸   | ۲۲  | ۱۰    | ۶    | ۵۵     | ۲۹       | ۲۶+      | ۷۶     | واجد شرایط برای مرحله گروهی لیگ قهرمانان اروپا |
| ۳    | رئال مادرید    | ۳۸   | ۲۱  | ۵     | ۱۲   | ۶۳     | ۴۶       | ۱۷+      | ۶۸     | واجد شرایط برای مرحله گروهی لیگ قهرمانان اروپا |
| ۴    | والنسیا        | ۳۸   | ۱۵  | ۱۶    | ۷    | ۵۱     | ۳۵       | ۱۶+      | ۶۱     | واجد شرایط برای مرحله گروهی لیگ قهرمانان اروپا |
| ۵    | ختافه          | ۳۸   | ۱۵  | ۱۴    | ۹    | ۴۸     | ۳۵       | ۱۳+      | ۵۹     | واجد شرایط برای مرحله گروهی لیگ اروپا          |
| ۶    | سویا           | ۳۸   | ۱۷  | ۸     | ۱۳   | ۶۲     | ۴۷       | ۱۵+      | ۵۹     | واجد شرایط برای مرحله گروهی لیگ اروپا          |
| ۷    | اسپانیول       | ۳۸   | ۱۴  | ۱۱    | ۱۳   | ۴۸     | ۵۰       | ۲−       | ۵۳     | واجد شرایط برای پلی‌آف لیگ اروپا                |
| ۸    | اتلتیک بیلبائو | ۳۸   | ۱۳  | ۱۴    | ۱۱   | ۴۱     | ۴۵       | ۴−       | ۵۳     |                                                |
| ۹    | رئال سوسیداد   | ۳۸   | ۱۳  | ۱۱    | ۱۴   | ۴۵     | ۴۶       | ۱−       | ۵۰     |                                                |
| ۱۰   | رئال بتیس      | ۳۸   | ۱۴  | ۸     | ۱۶   | ۴۴     | ۵۲       | ۸−       | ۵۰     |                                                |
| ۱۱   | آلاوز          | ۳۸   | ۱۳  | ۱۱    | ۱۴   | ۳۹     | ۵۰       | ۱۱−      | ۵۰     |                                                |
| ۱۲   | ایبار          | ۳۸   | ۱۱  | ۱۴    | ۱۳   | ۴۶     | ۵۰       | ۴−       | ۴۷     |                                                |
| ۱۳   | لگانس          | ۳۸   | ۱۱  | ۱۲    | ۱۵   | ۳۷     | ۴۳       | ۶−       | ۴۵     |                                                |
| ۱۴   | ویارئال        | ۳۸   | ۱۰  | ۱۴    | ۱۴   | ۴۹     | ۵۲       | ۳−       | ۴۴     |                                                |
| ۱۵   | لوانته         | ۳۸   | ۱۱  | ۱۱    | ۱۶   | ۵۹     | ۶۶       | ۷−       | ۴۴     |                                                |
| ۱۶   | رئال وایادولید | ۳۸   | ۱۰  | ۱۱    | ۱۷   | ۳۲     | ۵۱       | ۱۹−      | ۴۱     |                                                |
| ۱۷   | سلتاویگو       | ۳۸   | ۱۰  | ۱۱    | ۱۷   | ۵۳     | ۶۲       | ۹−       | ۴۱     |                                                |
| ۱۸   | خیرونا         | ۳۸   | ۹   | ۱۰    | ۱۹   | ۳۷     | ۵۳       | ۱۶−      | ۳۷     | سقوط به سگوندا دیویژن                          |
| ۱۹   | اوئسکا         | ۳۸   | ۷   | ۱۲    | ۱۹   | ۴۳     | ۶۵       | ۲۲−      | ۳۳     | سقوط به سگوندا دیویژن                          |
| ۲۰   | رایو وایکانو   | ۳۸   | ۸   | ۸     | ۲۲   | ۴۱     | ۷۰       | ۲۹−      | ۳۲     | سقوط به سگوندا دیویژن                          |

### ورزشگاه‌ها و موقعیت جغرافیایی تیم‌ها
| تیم                          | موقعیت مکانی   | ورزشگاه                      | ظرفیت  |
| ---------------------------- | -------------- | ---------------------------- | ------ |
| باشگاه فوتبال دپورتیوو آلاوس | بیتوریا        | ورزشگاه مندیزوروتسا          | ۱۹٬۸۴۰ |
| باشگاه فوتبال اتلتیک بیلبائو | بیلبائو        | ورزشگاه سن مامس              | ۵۳٬۲۸۹ |
| باشگاه فوتبال اتلتیکو مادرید | مادرید         | ورزشگاه واندا متروپولیتانو   | ۶۷٬۷۰۳ |
| باشگاه فوتبال بارسلونا       | بارسلون        | ورزشگاه نیوکمپ               | ۹۹٬۳۵۴ |
| باشگاه فوتبال سلتاویگو       | بیگو           | ورزشگاه بالایدوس             | ۲۹٬۰۰۰ |
| باشگاه فوتبال رئال وایادولید | وایادولید      | ورزشگاه خوزه زوریلا          | ۲۶٬۵۱۲ |
| باشگاه فوتبال ایبار          | ایبار          | Ipurua                       | ۷٬۰۸۳  |
| باشگاه فوتبال اسپانیول       | کرنیا د یبرگات | ورزشگاه آرسی‌دی‌ئی             | ۴۰٬۵۰۰ |
| باشگاه فوتبال ختافه          | ختافه          | ورزشگاه کولیسیوم آلفونسو پرز | ۱۷٬۰۰۰ |
| باشگاه فوتبال ژیرونا         | ژیرونا         | ورزشگاه مونتیلیوی            | ۱۳٬۴۵۰ |
| باشگاه فوتبال اوئسکا         | اوئسکا         | ورزشگاه ال کوراز             | ۷٬۶۳۸  |
| باشگاه فوتبال لگانس          | لگانس          | ورزشگاه بوتارکه              | ۱۱٬۴۵۴ |
| باشگاه فوتبال لوانته         | والنسیا        | ورزشگاه سیوداد والنسیا       | ۲۶٬۳۵۴ |
| باشگاه فوتبال رایو وایکانو   | مادرید         | ورزشگاه ترسا ریورو           | ۱۴٬۷۰۸ |
| باشگاه فوتبال رئال بتیس      | سویا           | ورزشگاه بنیتو ویلامارین      | ۶۰٬۷۲۰ |
| باشگاه فوتبال رئال مادرید    | مادرید         | ورزشگاه سانتیاگو برنابئو     | ۸۱٬۰۴۴ |
| باشگاه فوتبال رئال سوسیداد   | سن سباستین     | ورزشگاه آنوئتا               | ۳۲٬۰۰۰ |
| باشگاه فوتبال سویا           | سویا           | ورزشگاه رامون سانچز پیس‌خوان  | ۴۲٬۷۱۴ |
| باشگاه فوتبال والنسیا        | والنسیا        | ورزشگاه مستایا               | ۴۹٬۵۰۰ |
| باشگاه فوتبال ویارئال        | ویارئال        | ورزشگاه ال مادریگا           | ۲۴٬۸۹۰ |

## آمارهای فصل

### بهترین گلزنان
| رتبه | نام بازیکن      | باشگاه         | تعداد گل |
| ---- | --------------- | -------------- | -------- |
| ۱    | لیونل مسی       | بارسلونا       | ۳۶       |
| ۲    | لوییس سوارز     | بارسلونا       | ۲۱       |
| ۲    | کریم بنزما      | رئال مادرید    | ۲۱       |
| ۴    | یاگو آسپاس      | سلتاویگو       | ۲۰       |
| ۵    | کریستین استوانی | خیرونا         | ۱۹       |
| ۶    | وسام بن یدر     | سویا           | ۱۸       |
| ۷    | بورخا ایگلاسیوس | اسپانیول       | ۱۶       |
| ۸    | آنتوان گریزمن   | اتلتیکو مادرید | ۱۵       |
| ۹    | چارلز دیاز      | ایبار          | ۱۴       |
| ۹    | جیمی ماتا       | ختافه          | ۱۴       |
| ۹    | خورخه مولینا    | ختافه          | ۱۴       |
| ۹    | رائول د توماس   | رایو وایکانو   | ۱۴       |

### بیشترین پاسِ گل‌ها
| رتبه | نام بازیکن    | نام باشگاه     | تعداد پاس گل |
| ---- | ------------- | -------------- | ------------ |
| ۱    | لیونل مسی     | بارسلونا       | ۱۳           |
| ۱    | پابلو سارابیا | سویا           | ۱۳           |
| ۲    | جانی رودریگز  | آلاوز          | ۱۰           |
| ۲    | سانتی کازورلا | ویارئال        | ۱۰           |
| ۵    | وسام بن یدر   | سویا           | ۹            |
| ۵    | خوزه کامپانا  | لوانته         | ۹            |
| ۵    | آنتوان گریزمن | اتلتیکو مادرید | ۹            |
| ۸    | ژوردی آلبا    | بارسلونا       | ۸            |
| ۹    | دنیل پارخو    | والنسیا        | ۷            |
| ۹    | موی گومز      | اوئسکا         | ۷            |
| ۹    | سرجی روبرتو   | بارسلونا       | ۷            |
| ۹    | آرتورو ویدال  | بارسلونا       | ۷            |
| ۹    | برایس مندس    | سلتاویگو       | ۷            |

## جوایز ماهانه
| ماه     | بهترین بازیکن ماه | بهترین بازیکن ماه | منبع   |
| ماه     | نام بازیکن        | نام باشگاه        | منبع   |
| ------- | ----------------- | ----------------- | ------ |
| سپتامبر | لیونل مسی         | بارسلونا          | [ ۲۳ ] |
| اکتبر   | لوییس سوارز       | بارسلونا          | [ ۲۴ ] |
| نوامبر  | توماس واچلیک      | سویا              | [ ۲۵ ] |
| دسامبر  | آنتوان گریزمن     | اتلتیکو مادرید    | [ ۲۶ ] |
| ژانویه  | اینیاکی ویلیامز   | اتلتیکو بیلبائو   | [ ۲۷ ] |
| فوریه   | جیمی ماتا         | ختافه             | [ ۲۸ ] |
| مارس    | لیونل مسی         | بارسلونا          | [ ۲۹ ] |
| آوریل   | یاگو آسپاس        | سلتاویگو          | [ ۳۰ ] |